# Jugoslawische Eishockeyliga 1987/88
Die Saison 1987/88 war die 46. Spielzeit der jugoslawischen Eishockeyliga, der höchsten jugoslawischen Eishockeyspielklasse. Meister wurde zum insgesamt 23. Mal in der Vereinsgeschichte der HK Jesenice.

## Endplatzierungen
1. HK Jesenice
2. HK Olimpija Ljubljana
3. HK Partizan Belgrad
4. KHL Medveščak Zagreb
5. HK Vojvodina Novi Sad
6. HK Roter Stern Belgrad
7. HK Celje
8. HK Kranjska Gora
9. HK Bosna Sarajevo
10. HK Skopje